# Janová
Janová település Csehországban, Vsetíni járásban. Janová Halenkov, Hovězí, Vsetín és Ústí településekkel határos. Lakosainak száma 773 fő (2024. január 1.).

## Népesség
A település lakosságának változását az alábbi diagram mutatja:
| Lakosok száma | 553  | 564  | 636  | 708  | 652  | 686  | 756  | 755  | 769  | 773  |
|               | 1869 | 1890 | 1921 | 1950 | 1980 | 2001 | 2017 | 2019 | 2022 | 2024 |